# День гнева (акция)

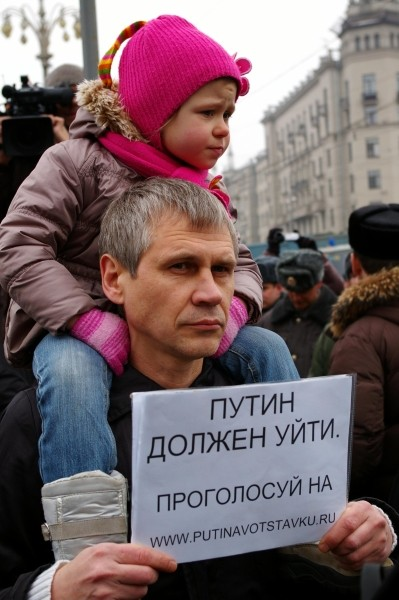
Манифестант призывает подписываться под обращением «Путин должен уйти». Фото с запрещенного властями митинга на Пушкинской площади в Москве 20 марта 2010 года.

«День гнева» — акции российских оппозиционных партий, движений и групп в защиту граждан от ухудшения социально-экономического положения. В ходе митингов выдвигаются также и политические требования — свободные выборы, расширение полномочий местного самоуправления, отставка коррумпированных чиновников и другие.
Большая часть митингов проходит в Москве. В 2010 году московские власти запретили, а затем разогнали «День гнева» семь раз: 20 марта, 28 июня, 12 августа, 12 сентября, 12 октября, 12 ноября и 12 декабря.
Наиболее активными организаторами акций выступили Сергей Удальцов, Лев Пономарёв, Анастасия Удальцова.

## Всероссийский «День гнева» 14-15 марта 2009 г
В акции «День народного гнева» в Москве приняли участие активисты Левого фронта, нацболы, РКРП-РПК, активисты Движения в защиту Химкинского леса, инициативной группы против строительства МСЗ, ТИГРа, Социалистического движения «Вперёд», Левого социалистического действия, гражданские активисты и простые горожане. Явившиеся на митинг несколько десятков активистов МГЕР разбрасывали листовки и затеяли драку, которая была пресечена сотрудниками милиции.
Из заявления Левого фронта:

14-15 марта акции протеста социальных движений России в рамках единого дня солидарных действий («День народного гнева») пройдут во многих городах страны. Союз координационных советов России (СКС) определил, что в этот день основным будет лозунг «Народ против цен». Акцию активно поддерживает «Левый фронт».

Замысел в том, чтобы заявить — простой народ не должен платить за кризис. Помочь надо не олигархам и банкам, а народу. Особенно тревожная ситуация с неудержимым ростом тарифов на ЖКУ. Поэтому участники акций выйдут с требованием к правительству о введении моратория на рост тарифов на воду, электричество и тепло. Второй источник тревоги — увеличение цен на продукты и общественный транспорт. Поэтому ещё одним требованием станет справедливая пенсия, сохранение социальных гарантий, государственное регулирование цен в жизненно важных сферах.

## Всероссийский «День гнева» 20 марта 2010 г
20 марта 2010 год митинги протеста состоялись примерно в 50 российских городах.
Наиболее крупный митинг прошел в Калининграде (около 3000 участников). Собравшиеся требовали отставки местного губернатора Георгия Бооса, прозванного в народе «мандарином» (манифестанты держали в руках мандарины). Во Владивостоке на митинг собралось примерно 1500 человек, а в Иркутске 1000 человек протестовали против Байкальского ЦБК.
В Москве состоялось несколько митингов. Один из них — на Пушкинской площади, не был санкционирован властями. Из примерно 200—400 его участников по меньшей мере 30 были задержаны, в том числе, лидер «Левого фронта» Сергей Удальцов. С Пушкинской площади демонстранты, скандируя лозунги, прошли до Чистых прудов, где у памятника Грибоедову проходил разрешенный властями митинг.
В Петербурге состоялось два митинга с одинаковым лозунгом «Путина — в отставку!». Один митинг провела внесистемная оппозиция, другой — коммунисты. На митинге внесистемной оппозиции были представлены «Яблоко», «Солидарность», ОГФ, Российский народно-демократический союз, «ТИГР», «Оборона», Правозащитный совет Санкт-Петербурга, клуб «Ингрия» и многие другие. Хотя городская администрация выделила для митинга не очень удобное место — площадку перед Спортивно-концертным комплексом, на митинг пришло более тысячи человек.. Митинг коммунистов (КПРФ, Авангард Красной Молодежи и другие объединения) собрал около 500 человек.
Крупные манифестации состоялись также в Пензе (400 человек), Казани (более 300 человек), Екатеринбурге, Ижевске, Саратове, Новосибирске.
В Архангельске по пути к месту проведения акции власти задержали организатора митинга, обвинив его в краже мобильного телефона. По словам Сергея Удальцова, людям, пришедшим на митинг, заявили, что «раз нет организатора, то и митинг не может состояться, и разогнали всех».
Накануне «Дня гнева» власти закрыли интернет-сайт организаторов общероссийской акции за «экстремизм»

### Реакция за рубежом
17 марта 2010 года американский сенатор Джон Маккейн, выступая на пленарном заседании Сената, заявил о своей поддержке борьбы российских граждан за свои права.

«В эту субботу, 20 марта, российские правозащитники планируют провести демонстрации по всей их великой стране. Это связано с серьёзным риском, поскольку не приходится сомневаться, что российское правительство может силой подавить эти мирные демонстрации.

Мы должны помолиться за отважных защитников прав человека в России и оказать им публичную поддержку в то время как они будут высказывать свою позицию в эту субботу. Эти смелые люди желают своей стране добра. Они хотят иметь правительство, которое будет не только сильным, но и справедливым, мирным, учитывающим все мнения и демократическим. Я призываю лидеров России признать, что мирные защитники универсальных ценностей не представляют угрозу для России, и что эти движения не должны сталкиваться с насилием, репрессиями и угрозами, которые российские власти использовали против демонстрантов в прошлом. Мир будет следить».

### Освещение в СМИ
Акции протеста в ходе «Дня гнева» освещались как российскими, так и зарубежными СМИ.
Проправительственные российские СМИ отнеслись к акциям «Дня гнева» 20 марта скептически и сообщали о них скупо. Подробно освещали «День гнева» оппозиционные издания, в частности Грани.ру,, и NEWSru.com. Много сообщений появилось и в блогосфере, особенно в ЖЖ-сообществе На марш.
«День гнева» широко освещался в зарубежных СМИ; в частности, информация о нём появилась в следующих изданиях: Радио Свобода, Голос Америки, Нью-Йорк Таймс, Лос-Анджелес Таймс (США); Рейтер, Гардиан, Би-би-си (Великобритания); Немецкая волна, (Германия); Франс Пресс, Euronews, RFI,
Монд, Курье интернациональ, Фигаро (Франция); Эль Паис (Испания); Дагенс Нюхетер, Телевидение Швеции (Швеция); Хельсингин Саномат (Финляндия).

## Московские общегородские акции «День гнева»

### 1 мая 2010 г.
«День гнева» начался с шествия по Тверскому бульвару и закончился митингом на Пушкинской площади. В нём приняли участие около тысячи человек — представители Левого фронта, «Солидарности», Левого Социалистического Действия и ОГФ, партии «Яблоко», «Справедливой России», ЛДПР, экологических организаций, правозащитников, городских инициативных групп.
Митингующие потребовали отставки столичного мэра Юрия Лужкова и губернатора Московской области Бориса Громова. Мэру Москвы ставилось в вину уничтожение исторического центра столицы, проведение точечной застройки, предоставление особых условий для ведения бизнеса в столице его супруге Елене Батуриной. Губернатора Громова обвиняли в вырубке подмосковных лесов и незаконной передаче земель под коммерческую застройку, неспособности противостоять «разгулу коррупции» в области.

Лидер «Левого фронта» Сергей Удальцов предложил дать федеральной власти месяц на то, чтобы отправить в отставку Лужкова. Если же это не будет сделано, заявил Удальцов, то оппозиция объявит в Москве кампанию «непрерывного гражданского неповиновения».. (Спустя месяц эта кампания была объявлена).
После завершения акции сотрудники милиции задержали Сергея Удальцова за превышение заявленной численности участников митинга.
Накануне лидер «Яблока» Сергей Митрохин опроверг факт участия своей партии в «Дне гнева» и назвал организаторов этой акции провокаторами. В ответ Удальцов заявил, что в митинге примут участие активисты «Яблока», не согласные с изоляционистской политикой руководства партии.

### 28 июня 2010 г.

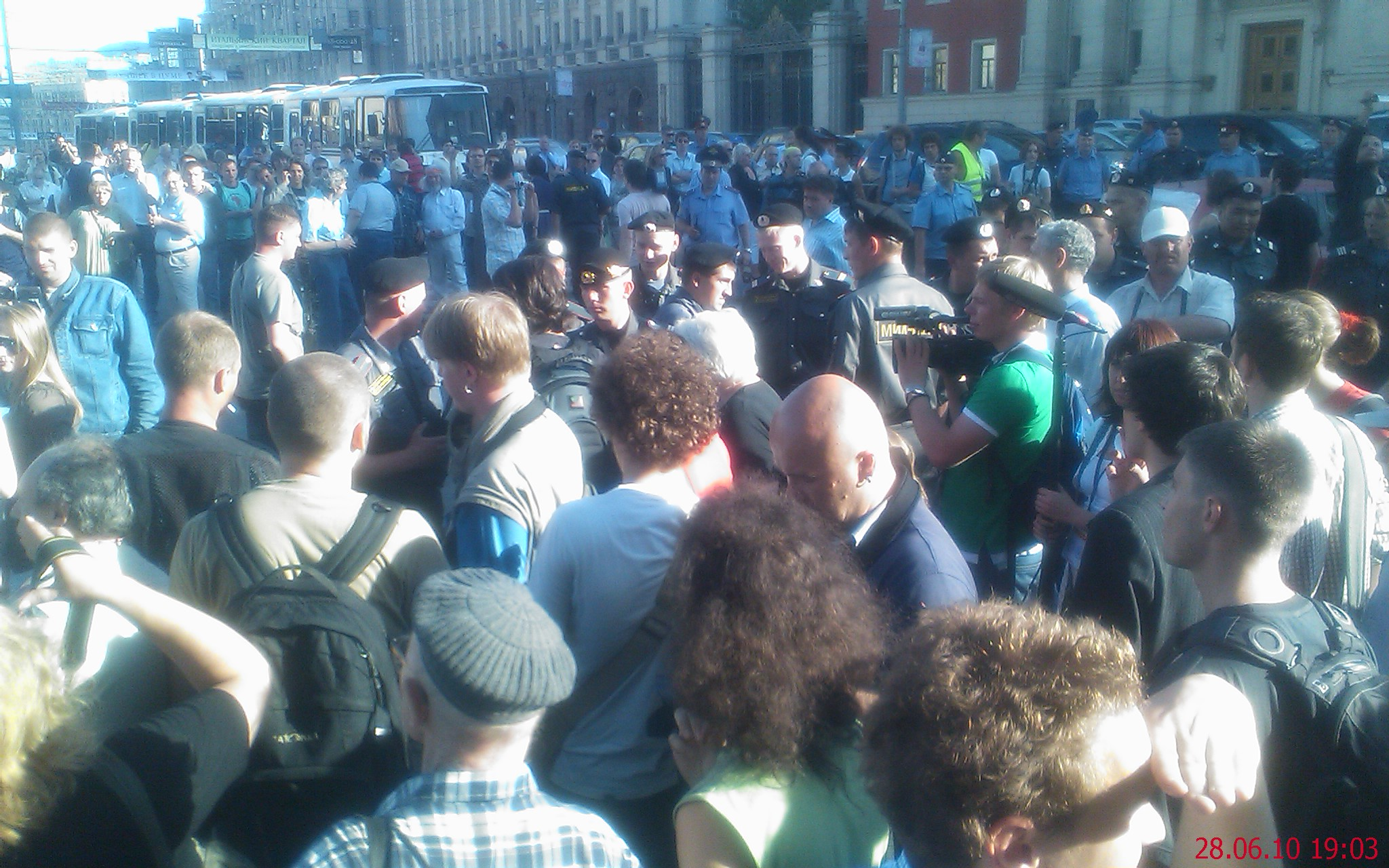
Разгон акции 28 июня 2010 г.

15 июня организаторы (Сергей Удальцов, Лев Пономарев и Андрей Демидов) подали уведомление о проведении митинга 28 июня на Тверской площади, напротив московской мэрии.
Участники «Дня гнева» собираются потребовать отставки мэра Юрия Лужкова, восстановления прямых выборов глав регионов, роспуска Мосгордумы и расширения полномочий органов местного самоуправления. По словам Удальцова, «День гнева» пройдет в рамках кампании «Вернем себе город!», которая стартовала в начале июня и не кончится до выполнения требований.
Организаторами акции выступают социальные движения: Московский совет, движение «За права человека», Жилищная солидарность, Союз координационных советов (СКС), институт «Коллективное действие», Движение в защиту Химкинского леса, Координационный совет пострадавших соинвесторов. К участию в акции будут приглашены представители всех оппозиционных партий и движений.
Организаторы «Дня гнева» призвали участников принести с собой на акцию и держать в руках «черную метку» (лист бумаги или кусок ткани чёрного цвета) для мэра Москвы Юрия Лужкова, выразив тем самым недоверие проводимой им политике.
24 июня организаторы получили письменный отказ, который мэрия аргументировала тем, что митинг у памятника Ю.Долгорукому может нанести вред историческому наследию.
По словам организаторов, «ответ Правительства Москвы является издевательством над здравым смыслом. По всему городу регулярно проводятся массовые акции у различных памятников, и никакого ущерба этим памятникам не наносится». Кроме того ответ властей был получен с нарушением сроков — по закону мэрия должна была ответить в течение трех дней.
Несмотря на отказ организаторы намерены провести акцию на заявленном месте 28 июня в 19 часов.

### 12 августа 2010 г.
«День гнева», который теперь стал проводиться 12 числа каждого месяца, был вновь жестоко разогнан милицией.
Всего на Тверской площади собралось около 250—300 человек, порядка 30 из которых были задержаны. Координаторов «Левого фронта» Сергея Удальцова и Константина Косякина задержали ещё на подходе к площади. Правозащитник Лев Пономарев после задержания оказался в больнице.,
Власти снова отказались согласовать митинг на том основании, что памятник Долгорукому является историческим и культурным объектом.
Акции «День гнева» проходили в Москве затем 12 сентября, 12 октября и 12 ноября 2010 года.

### 12 декабря 2010 г.
Очередной «День гнева» прошел 12 декабря в 18 часов на прежнем месте — Тверской площади. По планам организаторов, после окончания согласованного митинга «Я за Россию без Путина!» на Пушкинской площади, его участники должны были выдвинуться в сторону московской мэрии.
Как и прежде, московская мэрия отказалась согласовать «День гнева», поэтому организаторы заявили, что он будет проводиться в форме «народного вече».
Организаторы собирались передать в мэрию свои требования, озаглавленные «Собянин, хватит лужковщины!» По их словам, несмотря на смену власти в городе, негативные традиции, сложившиеся при Лужкове продолжаются: разгоняются акции оппозиции, ведется агрессивное строительство, уничтожающее историческую Москву, в действиях властей видна кампанейщина, как это было во время массовой «зачистки» торговых палаток.
Основные требования «Дня гнева»:

- существенно расширить полномочия органов местного самоуправления в Москве;
- восстановить прямые выборы глав регионов России, в том числе — Мэра Москвы;
- провести досрочные выборы депутатов Мосгордумы весной 2011 года, увеличив при этом численный состав Мосгордумы в соответствии с количеством городских районов и снизив барьер прохождения. Избирательные комиссии формировать на основе представителей кандидатов и избирательных объединений;
- остановить рост тарифов на услуги ЖКХ и общественного транспорта;
- приостановить действие закона «О Генеральном плане города Москвы». Переработать Генплан Москвы до 2025 года с участием независимых экспертов и представителей общественных организаций;
- провести ревизию всех Постановлений правительства Москвы в сфере градостроительства на предмет их соответствия закону. В случае выявления нарушений — отменить незаконные Постановления;
- расследовать итоги деятельности бывших московских властей, привлечь Юрия Лужкова, Елену Батурину и других членов «лужковской» команды к уголовной ответственности.

В конце согласованного митинга за отставку Путина координатор «Левого фронта» Сергей Удальцов призвал его участников пройти без лозунгов и транспарантов к московской мэрии, чтобы повесить на её стене список требований. После этого ОМОН стал жестко рассекать толпу и задержал Удальцова. В числе пострадавших от действий ОМОНа оказались фотограф газеты «Известия» Анатолий Жданов, которому сломали ключицу, и фотокорреспондент Граней. Ру Евгения Михеева (один из бойцов ударил её по голове и сломал камеру). Возмущенные участники митинга сами отправились к мэрии, где провели несанкционированную акцию протеста.
Мировой суд приговорил Удальцова к 15 суткам ареста «за хулиганские действия и неповиновение сотрудникам милиции». По словам пресс-секретаря «Левого фронта» Анастасии Удальцовой, в суде так и не было выяснено, в чём же выразилось это неповиновение. 17 декабря Тверской суд отклонил кассационную жалобу Удальцова. Сразу же после задержания на митинге Удальцов объявил голодовку на весь срок ареста., Голодовка продолжалась до 24 декабря, когда состояние здоровья Удальцова серьёзно ухудшилось (начались сильные боли в желудке), после чего голодовка была прекращена по настоянию врачей. 27 декабря, после отбытия срока ареста, Сергей Удальцов вышел на свободу.

## Всероссийский «День гнева» 12 февраля 2011 г
Очередной «День гнева» прошел 12 февраля. С целью более качественной подготовки акция теперь проходить не каждый месяц, а 1-2 раза в квартал.
По словам Сергея Удальцова, в связи с нежеланием московских властей наладить цивилизованный диалог с гражданами, решено вынести требования акции на федеральный уровень. Кроме Москвы проведение «Дня гнева» было намечено ещё примерно в 20 российских регионах.
В Москве место проведения акции перенесено с Тверской площади на Театральную.
8 февраля 2011 г. организаторы пригласили бывшего мэра Москвы Юрия Лужкова принять участие в акции: «Мы предлагаем Юрию Лужкову прийти на День гнева 12 февраля и представить москвичам доказательства своей невиновности, а также рассказать об известных ему нарушениях закона со стороны федеральных властей. Если же таких доказательств у Лужкова нет, предлагаем ему публично признать свою вину». Однако Лужков от приглашения отказался. Он сообщил, что уважает людей, способных на протест, однако добавил, что с организаторами акции ему не по пути, поскольку они являются «не созидательной, а разрушительной силой».
Митинг был впервые согласован столичными властями, однако власти запретили проведение шествия к администрации президента на Старой площади ссылаясь на то, что его участники создадут препятствия для движения автотранспорта.
В митинге приняли участие от 300 до 1000 человек — активисты левых и других оппозиционных организаций, экологи, а также обманутые дольщики. Участники собрались на Театральной площади у памятника Карлу Марксу. На митинге выступили Сергей Удальцов, депутат Мосгордумы от КПРФ Сергей Никитин, лидер «Трудовой России» Виктор Анпилов и лидер Движения в защиту Химкинского леса Евгения Чирикова.
Затем организаторы и часть участников акции (200—250 человек) предприняли попытку провести несанкционированное шествие к администрации президента, чтобы передать свои требования. У гостиницы «Метрополь» в действие вступили сотрудники ОМОНа, которые начали вклиниваться в толпу и задерживать людей. Координатор Левого фронта Сергей Удальцов и около 20 активистов были задержаны.,
Все задержанные, кроме Удальцова, были освобождены вечером того же дня. Сергей Удальцов был оставлен в ОВД до понедельника, 14 февраля. Он обвинялся по статье 19.3 КоАП («Неподчинение законным требованиям сотрудника милиции»)..
14 февраля Удальцов был приговорен к 10 суткам ареста за неповиновение милиции. Как сообщила пресс-секретарь движения Анастасия Удальцова, со стороны защиты выступили 8 свидетелей, а со стороны обвинения два сотрудника милиции, «путавшиеся в показаниях». В знак протеста против решения суда Удальцов объявил голодовку.
Акция «День гнева» состоялась также в Иваново, Уфе,
Ростове,
Пензе,
Петербурге,
Кирове, Новосибирске, Якутске,
Перми,
Магнитогорске
и Красноярске.
В 2011 году акция проводилась под лозунгом «Пора менять власть! Пора менять курс!». Основными её требованиями были: свободные выборы, внедрение механизмов прямой демократии, рост зарплат с опережением роста цен на предметы первой необходимости, МРОТ — не менее 10 тысяч рублей, плата за услуги ЖКХ — не более 5 процентов от дохода семьи. А кроме того, наведение порядка в Москве, расследование итогов деятельности бывших московских властей и привлечения их к уголовной ответственности.

## Дискуссия
Резко отрицательно относится к акции «День гнева», как и к другим акциям левых движений, Валерия Новодворская. В своей статье накануне «Дня гнева» 12 февраля 2011 года она написала:

«День гнева» вызывает малоприятные ассоциации даже по названию. Dies irae — если кто помнит, то это из «Реквиема». И в этой «главе» речь идет как раз о конце света. Страшный суд, дорогие россияне. Хотите попробовать? <…>

Зайдите на сайт «Левого фронта». Они собираются отобрать у вас «лишнюю» жилплощадь, если вы сдаете её ради пропитания. У них налог на доходы 50 %, а потом (программа-максимум) и все 75 %. У них национализация, отмена результатов приватизации, курс на нормальные отношения со странами-изгоями. А с Западом, естественно, холодная война. Вводятся Советы. Ясное дело, бизнес закроется, инвесторы убегут. Карточная система. Совдепия. Назад, в социализм. Правда, обещана свобода деятельности мелким кустарям и крестьянам-единоличникам. Но это нэп, а за нэпом что идет? Правильно, раскулачивание и сталинизм.
В ответной статье активист Левого фронта и Социалистического движения «Вперёд» Даниил Полторацкий обвинил Новодворскую в симпатиях к Пиночету и демократии для избранных, то есть фашизму. Он противопоставил националистам и империалистам из КПРФ движение новых левых:

А мы — новые левые, которые поднимают на свой щит социальную справедливость, свободу слова, демократию, антифашизм, феминизм и политические свободы. Мы неудобны Вам как противник, потому что вроде как и нас тоже расстреливали при Сталине, и мы тоже сидели в тюрьме при Андропове. Мы не защищаем Советский Союз с пеной у рта, как грубую икону, мы чтим не Брежнева, но Сартра. Вы хотите представить нас совками, но мы выросли из совка. И зовем массы в будущее без капитализма и тоталитаризма.
За Сергея Удальцова вступилась и правозащитница Елена Санникова:

Все гневные высказывания Валерии Новодворской будут уместны тогда, когда у нас будут свободные выборы, когда в свободной и гласной дискуссии, агитируя за кандидатов от правых партий, ей понадобятся яркие аргументы против левых. А сейчас, когда Сергей Удальцов за решеткой, а люди, нагло и противозаконно осудившие его, у власти, куда приличнее будет оставить дискуссии на потом и выразить протест против преследований гражданского активиста.